# Кодинськ
Кодинськ (рос. Кодинск) — місто в Красноярському краї Росії. Адміністративний центр Кежемського району. Населення - 15 911 осіб. (2019).

## Географія

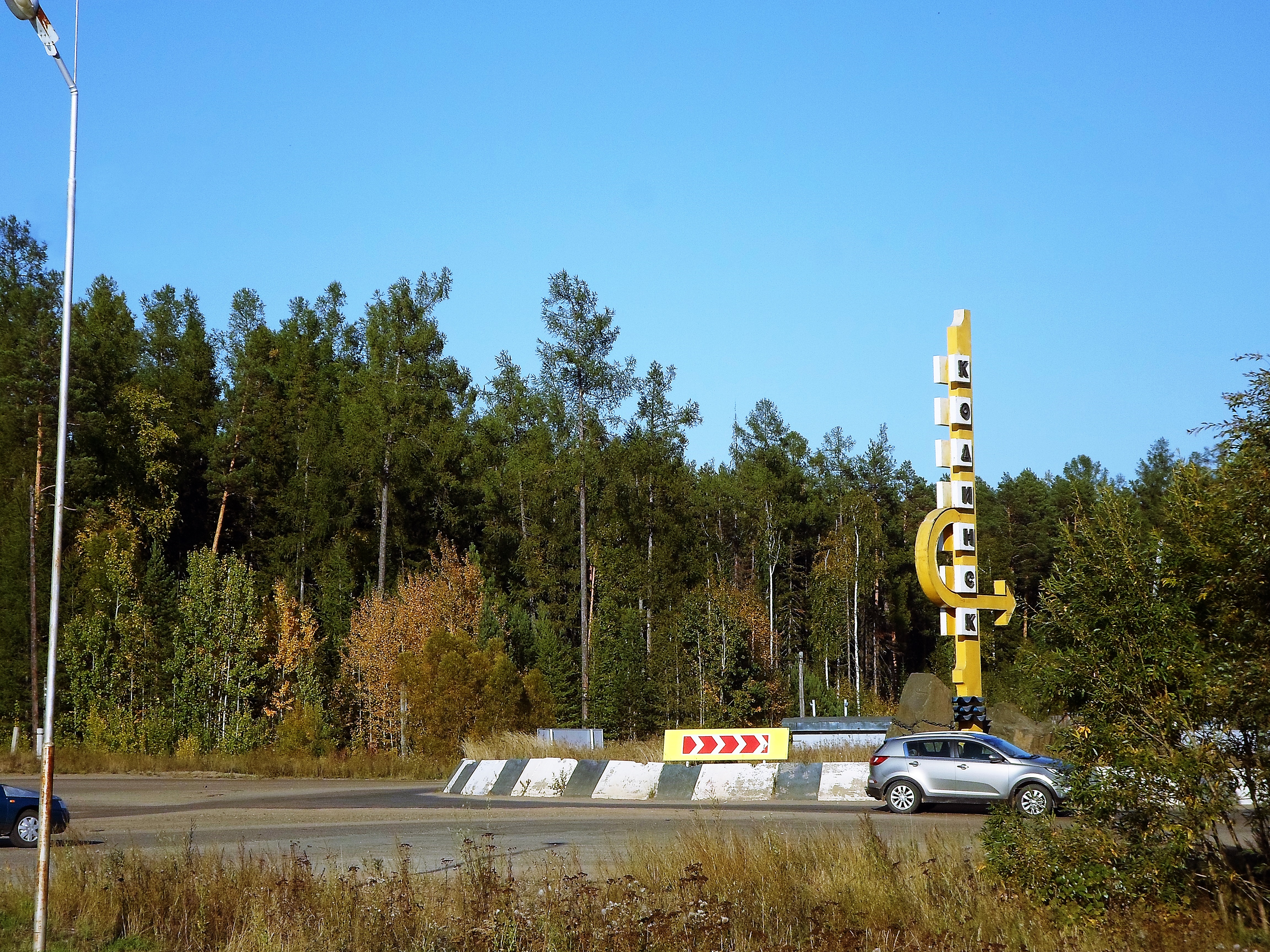
Стела на в'їзді в місто

Місто розташоване за 11 км на південь від Богучанської ГЕС, що стоїть на річці Ангарі, за 735 км на північний схід від Красноярська. З усіх боків оточений тайгою. За 1,5-2 км на схід і південь від меж міста води Богучанського водосховища

## Економіка
У місті діють великі підприємства:
- Богучанська ГЕС
- Приангарський лісопереробний комплекс
- Кежемсака філія ТОВ «ДОЗ Сибіряк»
- Карат-Ліс
- Ангара-Ліс